# Clavichorema purgatorium
Clavichorema purgatorium är en nattsländeart som beskrevs av Oliver S. Flint Jr. 1969. Clavichorema purgatorium ingår i släktet Clavichorema och familjen Hydrobiosidae. Inga underarter finns listade i Catalogue of Life.

## Bildgalleri

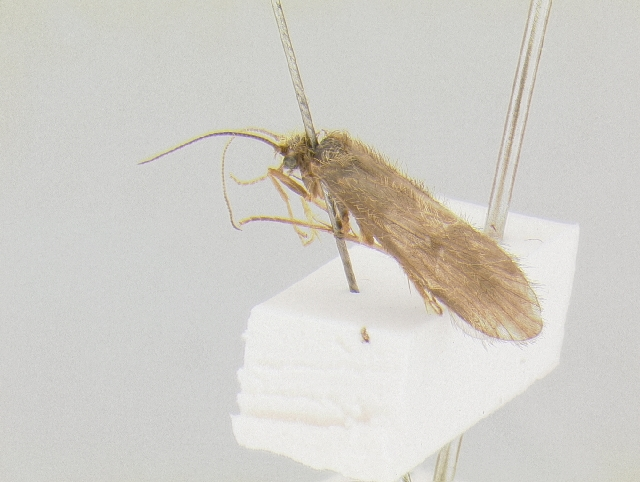